# Đi sim
Đi sim là một nét sinh hoạt tình yêu nam nữ của dân tộc Vân Kiều, Pa Cô.

## Tập quán
Nam và nữ thanh niên đến tuổi hỏi vợ, cưới chồng ban đêm thường không ngủ ở nhà mình mà đến ngủ một ngôi nhà gọi là nhà Sim. Cùng ca hát đối đáp với nhau, các là điệu giao duyên như hát xà nớt, hát tà oải, hát xoang.. suốt đêm. Mục đích của đi sim là để các đôi tìm hiểu nhau, quan hệ tình dục là điều cấm kị, nếu lỡ sẽ bị Giàng phạt có thể bị đuổi ra khỏi cộng đồng.

## Hiện tại
Tập quán này đang dần bị biến thái trong giới trẻ dân tộc Vân kiều, Pa cô. Không theo phong tục như xưa, nhiều tệ nạn đã diễn ra trong đó có nạn tảo hôn, v.v.